# Gryllotalpa marismortui
Gryllotalpa marismortui is een rechtvleugelig insect uit de familie veenmollen (Gryllotalpidae). De wetenschappelijke naam van deze soort is voor het eerst geldig gepubliceerd in 1998 door Broza, Blondheim & Nevo.